# María Camila Lizarazo
María Camila Lizarazo (Bogotá, 3 de enero de 1977) es una directora de cine y guionista colombiana, reconocida por su largometraje de 2008 El ángel del acordeón.

## Carrera

### Inicios
Lizarazo nació el 3 de enero de 1977 en la ciudad de Bogotá, Colombia. Estudió antropología en la Universidad de los Andes, realizando una tesis sobre la representación de la violencia en el cine colombiano. La presentación de esta tesis le fue muy útil para reforzar sus conocimientos en el ámbito del cine nacional. Tras graduarse en el año 2000 viajó a Francia para estudiar cine en la Escuela Superior de Realización Audiovisual. En 2002 dirigió y escribió el guion de un corto llamado Gourmandises y dirigió el vídeo musical para la canción "Corre corazón" de la banda colombiana Mohän.

### El ángel del acordeón
Tras terminar sus estudios en Francia, Lizarazo regresó a su país natal para empezar a crear el guion de El ángel del acordeón, basada en una historia original escrita por su madre, Ketty María Cuello, novelista reconocida por escribir otros libros como Mandinga sea!, San Tropel eterno y Retratos bajo la tempestad. Presentó el proyecto en 2005 para la ejecución del largometraje al Fondo para el Desarrollo Cinematográfico y en 2008 pudo estrenar la película.
El ángel del acordeón fue estrenada el 11 de julio de 2008 en las salas de cine de Colombia. La cinta contó con un elenco conformado por reputados actores como Marlon Moreno, Maribel Abello, Margálida Castro, Yuldor Gutiérrez y Estefanía Borge. Su esfuerzo actual se centra en consolidar la productora cinematográfica Kantua Films.

## Filmografía
- 2002 - Gourmandises (corto)
- 2008 - El ángel del acordeón